# Агафонов, Фёдор Виссарионович
Фёдор Виссарио́нович Агафо́нов (ум. 11 [23] октября 1867) — священник церкви Успения Пресвятой Богородицы (Уфа).

## Биография
Служил на Усть-Катавском и Миасском заводах, затем в Уфе: был священником церкви местного тюремного замка и церкви Успения Пресвятой Богородицы. Одновременно преподавал в 1-м Уфимском приходском и в Церковном училищах. Являлся корреспондентом Комитета грамотности Императорского Вольного экономического общества.
Умер 11 (23) октября 1867 года.

## Избранные труды
- Агафонов Ф. В. Двенадцать поучений : Объяснение на десять заповедей божиих. — Уфа : тип. Оренбург. губ. правл., 1865. — 27 с.[2]

## Память
Личные документы Ф. В. Агафонова хранятся в Государственном архиве Пермского края.